# Radka Brožková
Radka Brožková (Rovensko pod Troskami, 21 giugno 1984) è un'orientista ceca.

## Carriera
Ai mondiali juniores di Danzica, nel 2004, vinse l'argento nella middle distance e giunse quarta nella staffetta. Nel 2008 a Olomouc si classificò terza nella middle distance.
La sorella Dana è un'altra orientista di successo a livello mondiale.